# Chiesa della Santissima Trinità (Fiesso d'Artico)
La chiesa della Santissima Trinità è la parrocchiale di Fiesso d'Artico, in città metropolitana di Venezia e diocesi di Padova; fa parte del vicariato di Dolo.

## Storia

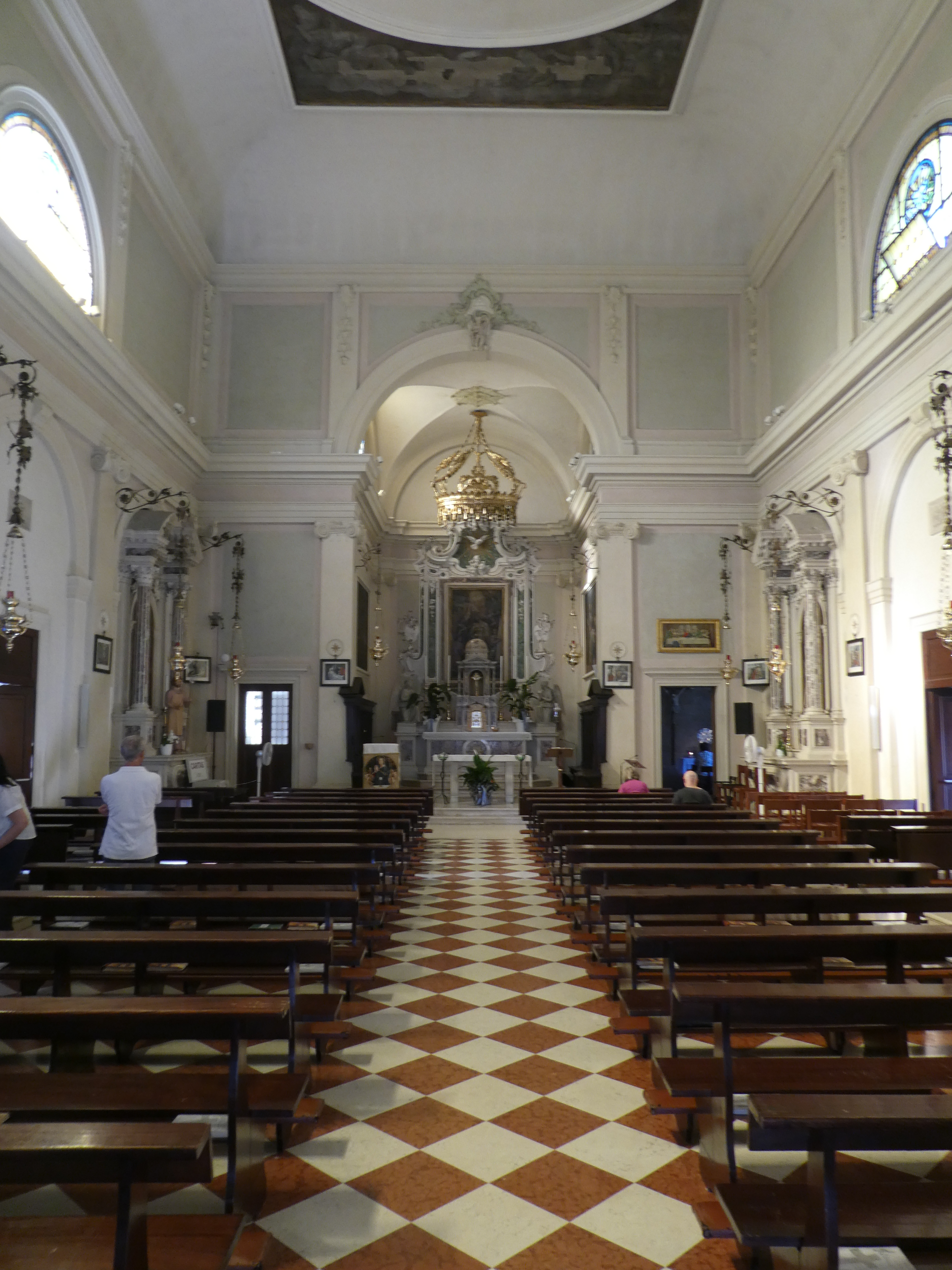
Interno

La prima citazione di una chiesa a Fiesso d'Artico risale al 1297 e si sa che questo edificio, pur essendo formalmente filiale della pieve di Sambruson, era sottoposto al priorato di Vigonza. Nel 1454 la chiesa di Fiesso fu riedificata e nel 1480, poiché il suddetto priorato aveva perduto l'autonomia, divenne proprietà del monastero padovano di Santa Sofia.

L'attuale parrocchiale venne edificata tra il 1690 ed il 1727 e fu consacrata nel 1837.
Il campanile venne costruito nel 1760. Anticamente alla chiesa di Fiesso erano concessi i titoli di pieve matrice e di arcipretale.

## Interno
Opere di pregio custodite all'interno della chiesa di Fiesso sono una pala d'altare del 1580 di scuola veneziana ispirata ad un'incisione di Albrecht Dürer e raffigurante la colomba, simboleggiante lo Spirito Santo, il Padre Eterno e Gesù Cristo, una tela seicentesca con soggetto San Carlo Borromeo in adorazione della Croce e una pala raffigurante i Santi Antonio di Padova e Osvaldo, dipinta da Giovanni Faccioli negli anni 1760-1774.